# Edmond Kramer
Edmond Kramer (8 november 1906 – † 1945) was een Zwitsers voetballer, die speelde als aanvallende middenvelder.

## Clubcarrière
Kramer speelde gedurende zijn carrière in eigen land voor Lausanne Sports en Servette FC. Met beide clubs won hij eenmaal de Zwitserse landstitel. Het grootste deel van zijn loopbaan speelde hij echter in Frankrijk.

## Interlandcarrière
Kramer kwam tien keer (één goal) uit in het Zwitsers nationaal elftal in de periode 1924–1932. Onder leiding van de Engelse bondscoach Teddy Duckworth nam hij met zijn vaderland deel aan de Olympische Spelen 1924 in Parijs, waar de Zwitsers de zilveren medaille wonnen. In de finale verloor de ploeg met 3–0 van Uruguay, dat de revelatie van het toernooi werd.

## Erelijst
Montpellier HSC
- Coupe de France

1929
 Lausanne Sports
- Zwitsers landskampioen

1932
 Servette Genève
- Zwitsers landskampioen

1933
| Logo van de Olympische Spelen | Goud | Zilver | Brons | Logo van de Olympische Spelen |
|                               | 0    | 1      | 0     |                               |